# Sabaneta (Antioquia)
Sabaneta è un comune della Colombia facente parte del dipartimento di Antioquia.
Il centro abitato venne fondato nel 1903, mentre l'istituzione del comune è del 1968.